# 乔万尼·加布里埃利
乔万尼·加布里埃利（義大利語：Giovanni Gabrieli，1554或1557年—1612年8月12日），意大利文艺复兴时期作曲家和管风琴家，安德烈·加布里埃利之侄。曾从拉索学习，后在慕尼黑工作过，1584年任威尼斯圣马可大教堂管风琴师。其作品风格华丽，声乐和器乐的技巧都高度发展，促进了赋格曲式的形成，被认为是文艺复兴音乐的高峰，并通过其学生许茨对德国音乐产生很大影响。